# 庄前鼎
庄前鼎（1902年3月8日—1962年7月2日），字开一，男，江苏青浦（今属上海）人，中国机械工程专家，曾任清华大学教授、动力机械系主任，中华民国教育部部聘教授。